# FUGITIVE
『FUGITIVE』（フュージティヴ）は、EARTHSHAKERの2枚目のオリジナル・アルバム。

## 概要
アメリカ合衆国のサンフランシスコでレコーディングされ、レコーディング・エンジニアとして、ケン・ケシーが参加した。
プロデュースは、前作に引き続き音楽評論家の伊藤政則が手がけた。
2007年3月7日には、廉価盤として再発売した。
2010年10月6日には、メンバー立会いのもと、リマスタリングを行い、1984年のミニ・アルバム『EXCITING MINI』の収録曲をボーナス・トラックとして追加し、SHM-CD仕様で再発売した。
2017年11月8日には、Blu-spec CD仕様で再発売した。

## 収録曲
（全作詞：西田昌史、全作曲（特記以外）：石原慎一郎）
1. 記憶の中
2. YOUNG GIRLS
3. SHINY DAY
4. LOVE DESTINY
  - 作曲：西田昌史
5. MORE
6. 22:00
7. DRIVE ME CRAZY
8. FUGITIVE
  - 作曲：西田昌史
9. 記憶の中 (LIVE)※2010年盤のみ
10. FUGITIVE (LIVE)※2010年盤のみ